# إريك واشنطن
إريك واشنطن (بالإنجليزية: Eric Washington)‏ مواليد 23 مارس 1974 في بيارل، هو لاعب كرة سلة أمريكي سابق. بدأ مسيرته الاحترافية في سنة 1997. تم اختياره من قبل فريق أورلاندو ماجيك خلال الدرافت. يبلغ طوله 6 قدم 4 بوصة (1.9 م). اعتزل اللعب في 2010.

## روابط خارجية
- إريك واشنطن على موقع إن بي أي (الإنجليزية)
- إريك واشنطن على موقع سبورتس رفرنس (الإنجليزية)
- إريك واشنطن على موقع كرة السلة الأوروبية.كوم (الإنجليزية)
- إريك واشنطن على موقع كلية كرة السلة في سبورتس رفرنس.كوم (الإنجليزية)
- إريك واشنطن على موقع ريلجم (الإنجليزية)
- إريك واشنطن على موقع بروبوليرز (الإنجليزية)
- إريك واشنطن على موقع سبورتس رفرنس (الإنجليزية)